# De Museumfabriek
De Museumfabriek is een museum in Enschede dat vóór mei 2018 TwentseWelle heette. TwentseWelle is in 2008 ontstaan uit een fusie van drie instellingen: Natuurmuseum Enschede, het Van Deinse Instituut en Museum Jannink.
De Museumfabriek is een familiemuseum waar de toekomst wordt ontdekt door te leren, spelen, werken, denken, experimenteren en te dromen. De tentoonstellingen inspireren jong en oud om te leren en zelf dingen te bedenken, uit te proberen en in elkaar te zetten. Dat kan in de fabriek.
De historische collecties van het museum zijn altijd de grote inspiratiebron. Zij vertellen verhalen, brengen de geschiedenis van Twente tot leven, leggen verbanden met het heden en bieden houvast bij het ‘maken van de toekomst’.
De Museumfabriek is dus niet een natuurhistorisch museum, of een kunstmuseum, een oudheidkamer of een techniekmuseum. De Museumfabriek is het allemaal en allemaal tegelijkertijd. De Museumfabriek is de academie van verbeelding.
Het museum organiseert veel activiteiten voor jong en oud. Er is steeds een uitgebreid programma met meet-ups voor zowel volwassenen als kinderen met lezingen, workshops en bijvoorbeeld kijkavonden in de sterrenwacht Coenraad ter Kuile.
Het cultuurhistorisch erfgoed van Twente is sinds de fusie gekoppeld aan het natuurhistorisch erfgoed. Deze museale combinatie van natuur en cultuur komt verder in Nederland niet voor. Behalve voor de regio Twente is er ook aandacht voor de landelijke en internationale context waar de streek toe behoort. Een mediatheek en een sterrenwacht zijn onderdeel van De Museumfabriek en er is aandacht voor de streekcultuur en de streektaal. De 'Vereniging Oudheidkamer Twente' heeft een groot deel van haar collectie, bestaande uit voorwerpen van Twents cultureel erfgoed waaronder realia, schilderijen, prenten, boeken, munten, penningen en landkaarten in langdurig bruikleen gegeven. Het museum heeft één van de grootste collecties insecten van Nederland.
De Museumfabriek is gebouwd in de wijk Roombeek, in de restanten van het 'Rozendaalcomplex', een voormalige textielfabriek. Dit cultuurclustergebouw, waarin ook kunstenaars en 21Rozendaal-actuele kunst gevestigd zijn, is ontworpen door Bjarne Mastenbroek van SeARCH Architecten uit Amsterdam. De Museumfabriek ligt aan de zogenaamde cultuurmijl in Enschede, de route die het Muziekkwartier in de binnenstad verbindt met het cultuurcomplex in Roombeek.
Twentsewelle werd in april 2008 geopend door koningin Beatrix.
In 2009 werd het museum door de landelijke Vereniging voor Vreemdelingenverkeer (VVV) uitgeroepen tot de meest innovatieve toeristische attractie in Nederland. In dat jaar kreeg het ook voor meerdere jaren financiële steun toegezegd door de BankGiro Loterij. Directeur van 2007 tot 2015 was Kees van der Meiden. Van 2017 tot 2023 was Arnoud Odding directeur, hij vervulde die functie tegelijkertijd voor Rijksmuseum Twenthe te Enschede. Per 1 juli 2023 wordt Caroline Breunesse directeur-bestuurder.

## Afbeeldingen

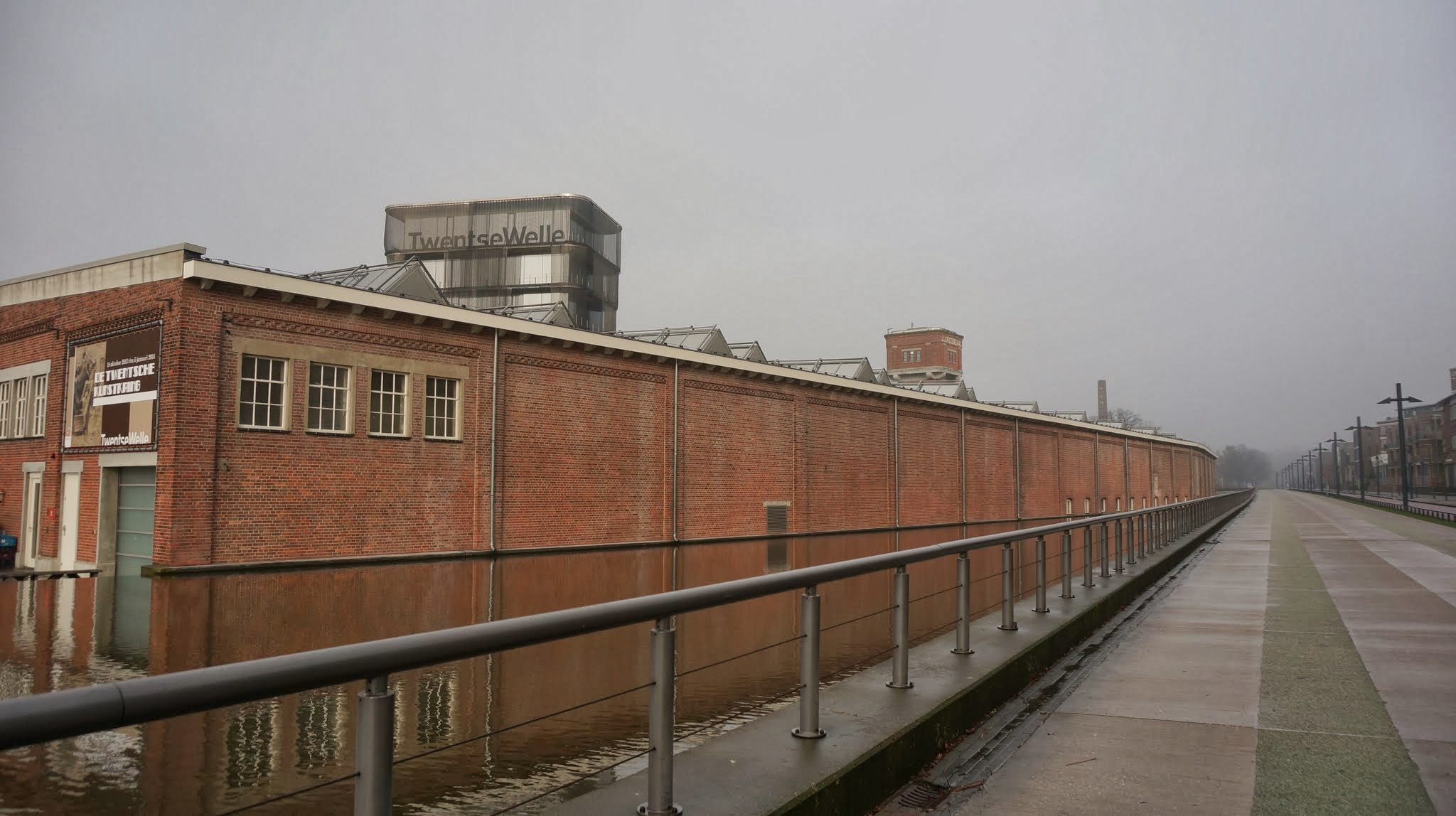
Overzicht gebouw
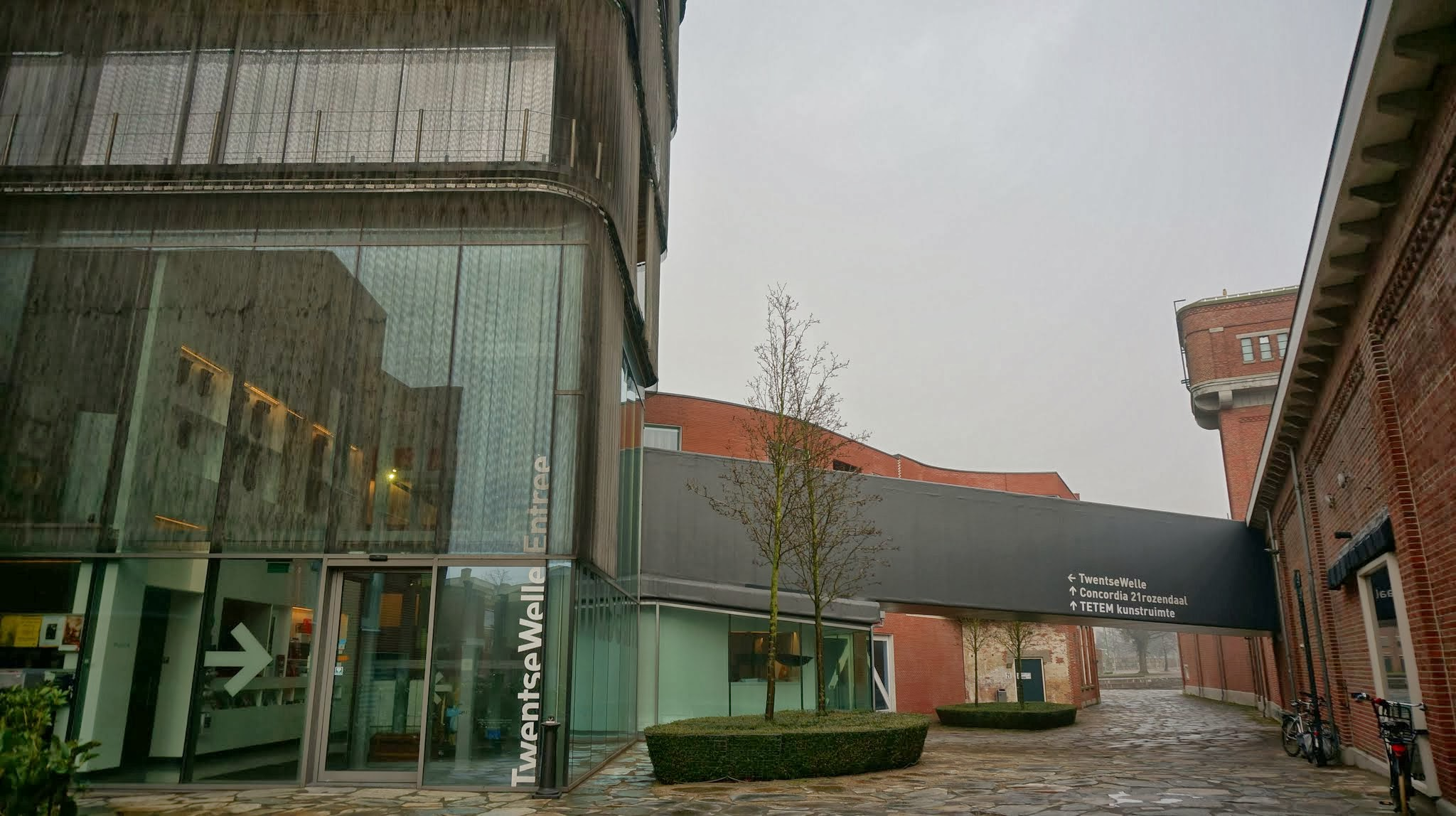
Overzicht toegang
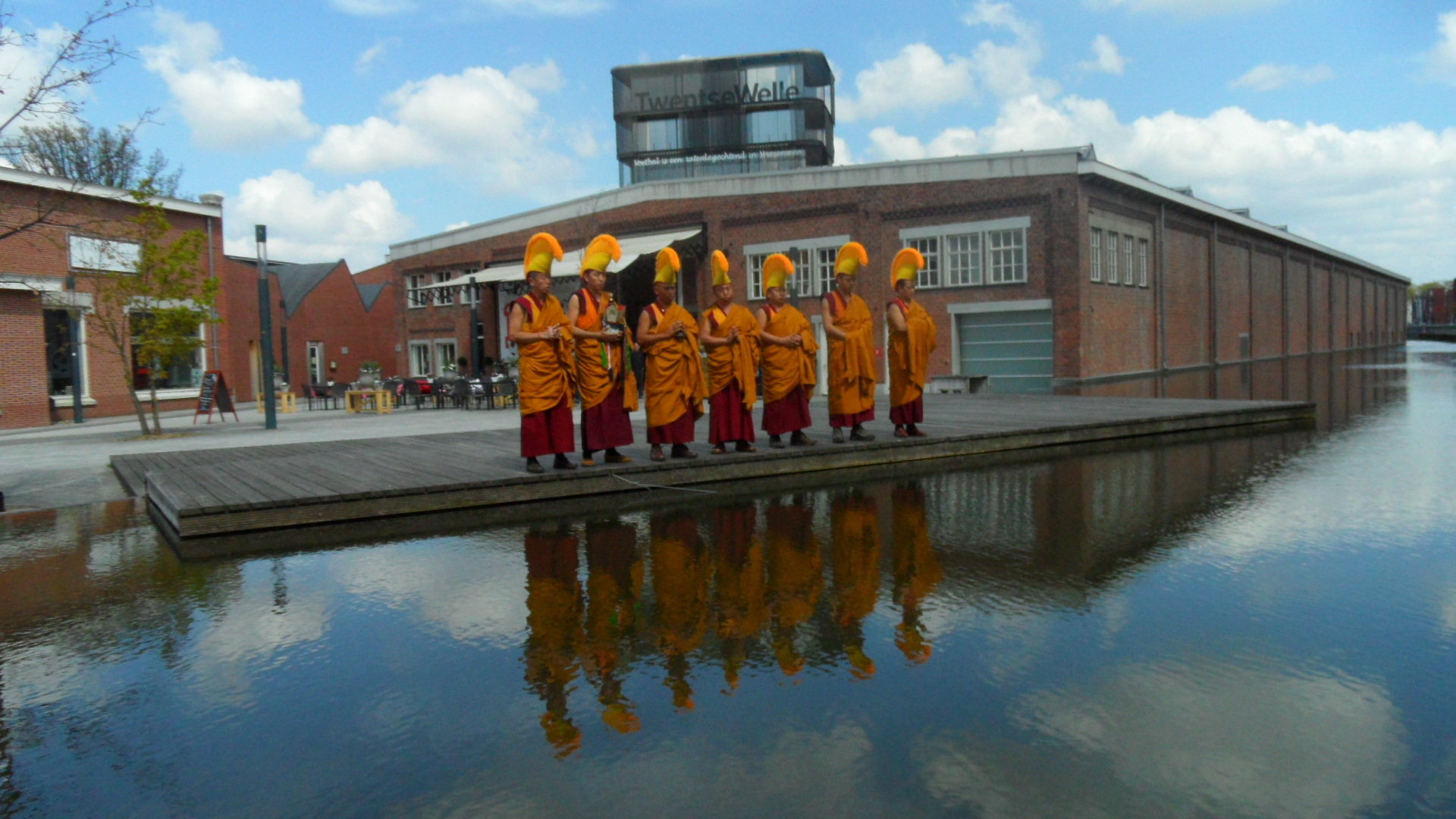
Tibetaanse monniken bij TwentseWelle
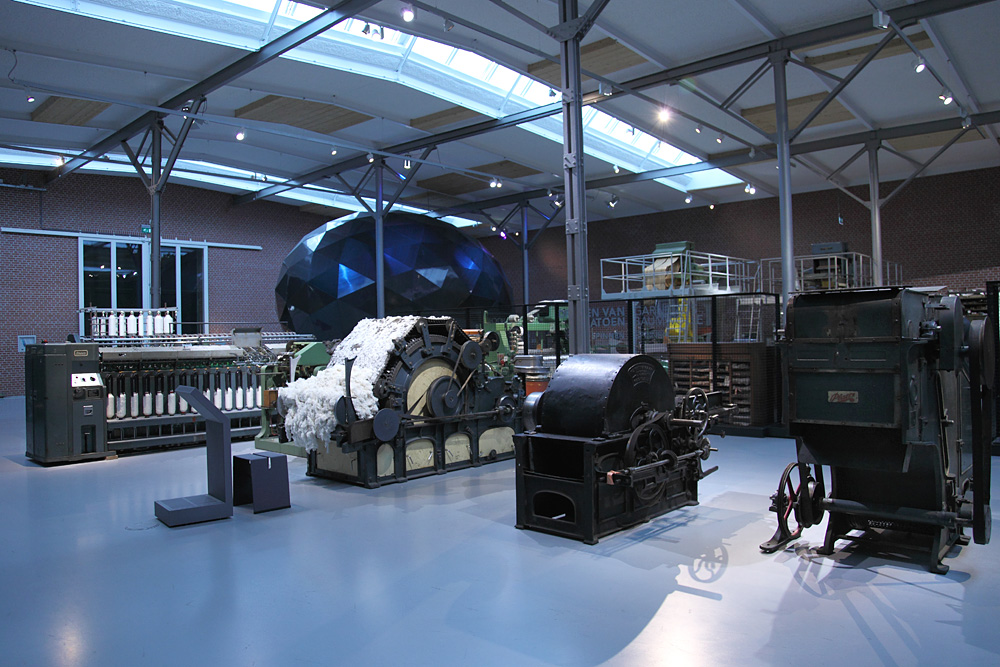
Interieur